# Celebeszi csupaszhátú repülőkutya
A celebeszi csupaszhátú repülőkutya (Dobsonia exoleta) az emlősök (Mammalia) osztályának a denevérek (Chiroptera) rendjéhez, ezen belül a nagydenevérek (Megachiroptera) alrendjéhez és a repülőkutyafélék (Pteropodidae) családjához tartozó faj.

## Elterjedése, élőhelye
Indonézia területén honos. Természetes élőhelye a szubtrópusi és trópusi erdők meg barlangok.